# Bruno Huber (astrólogo)
Bruno Huber (29 de noviembre de 1930 - 3 de noviembre de 1999) fue un astrólogo suizo.

## Biografía
Trabajó junto con Roberto Assagioli haciendo psicosíntesis.
En 1968 fundó con su esposa, Louise Huber, el API (Astrologisch Psychologisches Institut) o Instituto de Psicología Astrológica, también conocido con el nombre de Huber Schule o Escuela Huber, en Adliswil (Zúrich, Suiza). 
En 1983, el API pasó a estar representado en Inglaterra a través de la English Huber School o API-UK que posteriormente se transformó en la APA (Astrological Psychology Association). En España, el API está representado por la Escuela Huber de Astrología, que inició sus actividades en 1990.
- Datos: Q4979252